# رالف هيكوكس
رالف هيكوكس (بالإنجليزية: Ralph Hickox)‏ هو ضابط أمريكي، ولد في 29 أغسطس 1903، وتوفي في 18 فبراير 1942.